# Борисов, Сергей Иванович
Борисов Сергей Иванович (10 октября 1903, Ростов-на-Дону, область Войска Донского — 24 декабря 1983, Днепропетровск) — украинский советский учёный, специалист в области трубопрокатного производства. Профессор. Лауреат Сталинской премии (1950). 

## Биография
Родился 10 октября 1903 года в Ростове-на-Дону.
В 1932 году окончил Днепропетровский металлургический институт, где остался преподавать.
С 1945 года — заместитель директора по научной работе Всесоюзного научно-исследовательского и конструкторско-технологического института трубной промышленности.

## Научная деятельность
Его научные исследования касаются теории и практики трубопрокатного и трубосварочного производства.
Одна из работ — «Трубопрокатное производство» — вместе с П. Емельяненко и А. Шевченко.

## Награды
- Орден Красной Звезды;
- Орден Отечественной войны 2-й степени;
- Орден Ленина;
- Заслуженный деятель науки и техники УССР (1964);
- Сталинская премия (1950).

## Источник
- Борисов Сергій Іванович // Украинская советская энциклопедия: в 12 томах = Українська радянська енциклопедія (укр.) / За ред. М. Бажана. — 2-ге вид. — Київ: Гол. редакція УРЕ, 1978. — Т. 2.